# Pierre Folle

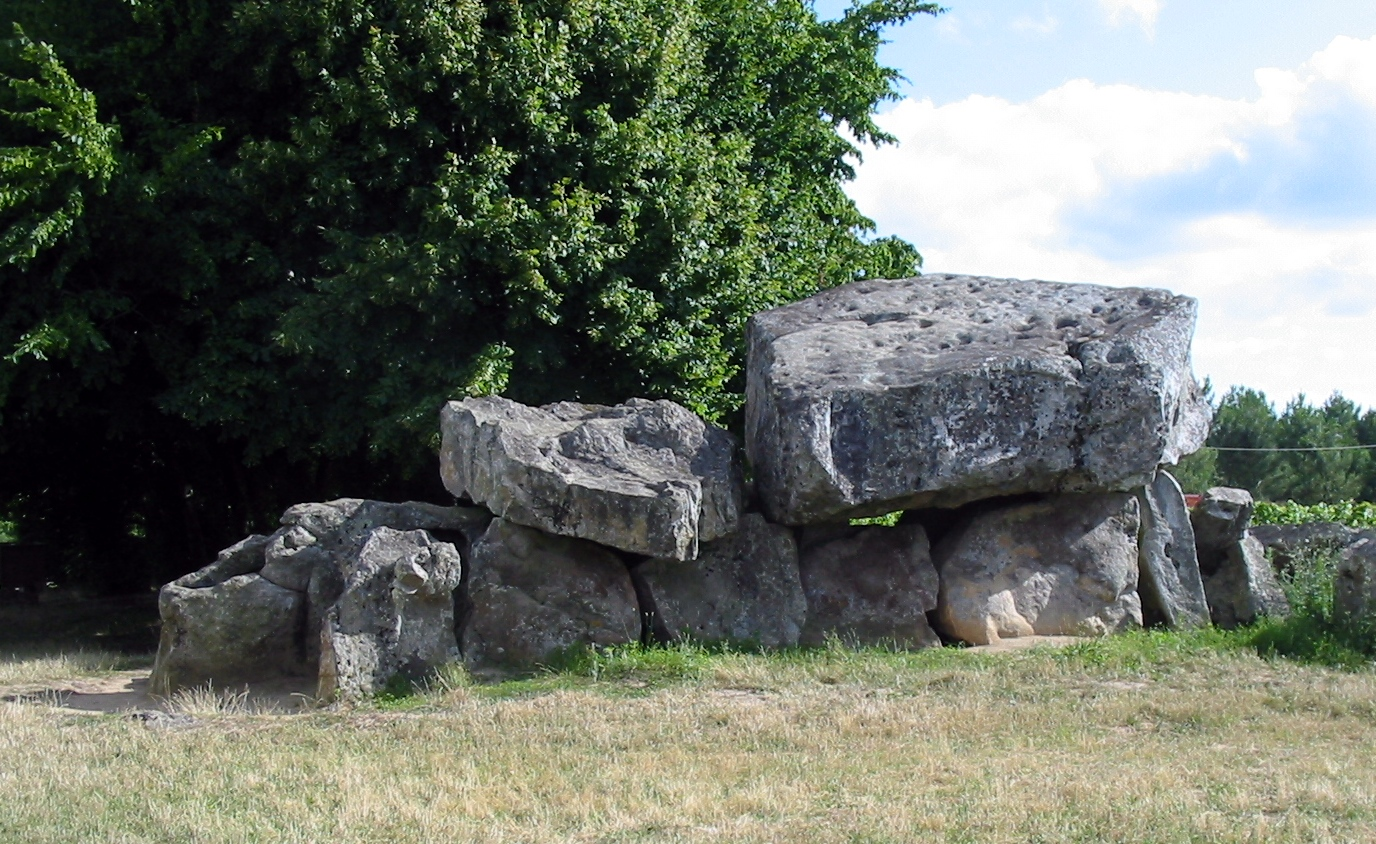
Pierre Folle von Montguyon

Der Dolmen Pierre Folle (deutsch „verrückter Stein“) und die Allée couverte sind vor etwa 4500 Jahren errichtete Megalithanlagen im Norden der Stadt Montguyon im Département Charente-Maritime in Frankreich. Sie stehen seit 1889 unter Denkmalschutz. 

## Anlage
Die Allee couverte ist etwa 16,0 m lang, 1,5 m breit und im Westen 2,0 m hoch. Erhalten sind 10 Trag- und zwei von ursprünglich drei Decksteinen. Einige Tragsteine sind leicht einwärts geneigt. Der große Deckstein am westlichen Ende ist 1,5 Meter dick und wiegt etwa 30 Tonnen. Der Zugang des beinahe West-Ost orientierten Galeriegrabes befindet sich im Nordosten. Die Steine kommen aus einem Umkreis von 2,5 km. Die im aquitanischen Stil errichtete Anlage war ursprünglich von einem Erdhügel bedeckt. 
Der Dolmen von Monguyon ist am westlichen Ende scheinbar nur eine Vielzahl von großen Steinen. Im Detail erkennt man eine einfache Kammer mit Zugang im Norden. Eine Seite bildet ein Stein der Allee couverte. 

Pierre Folle - Montguyon
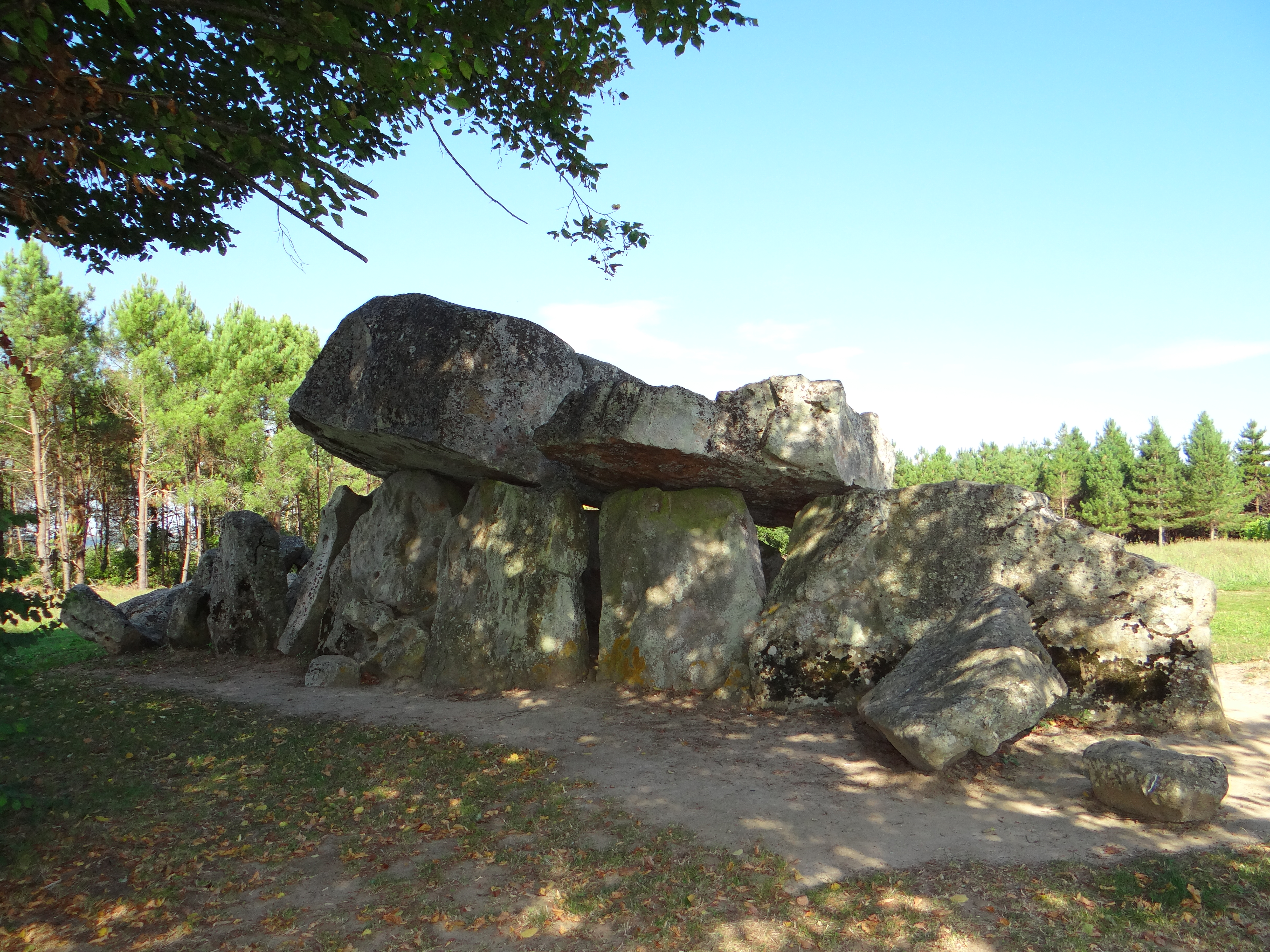
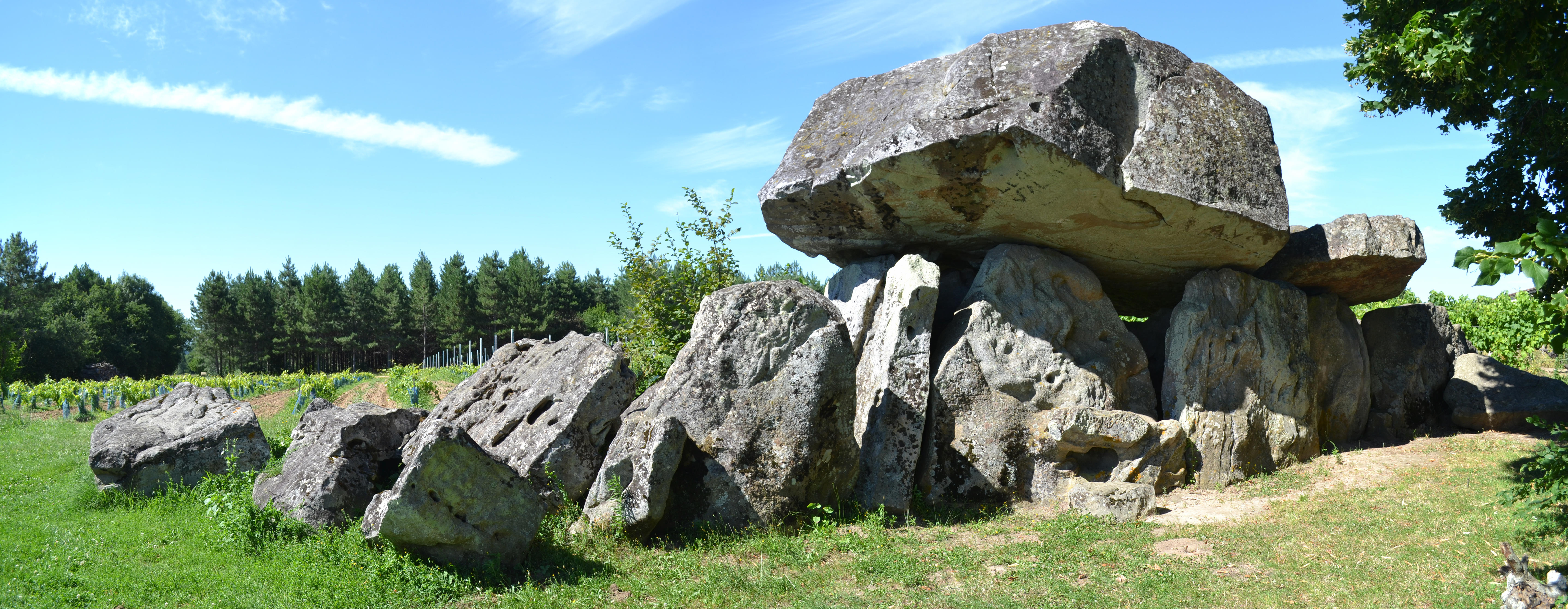
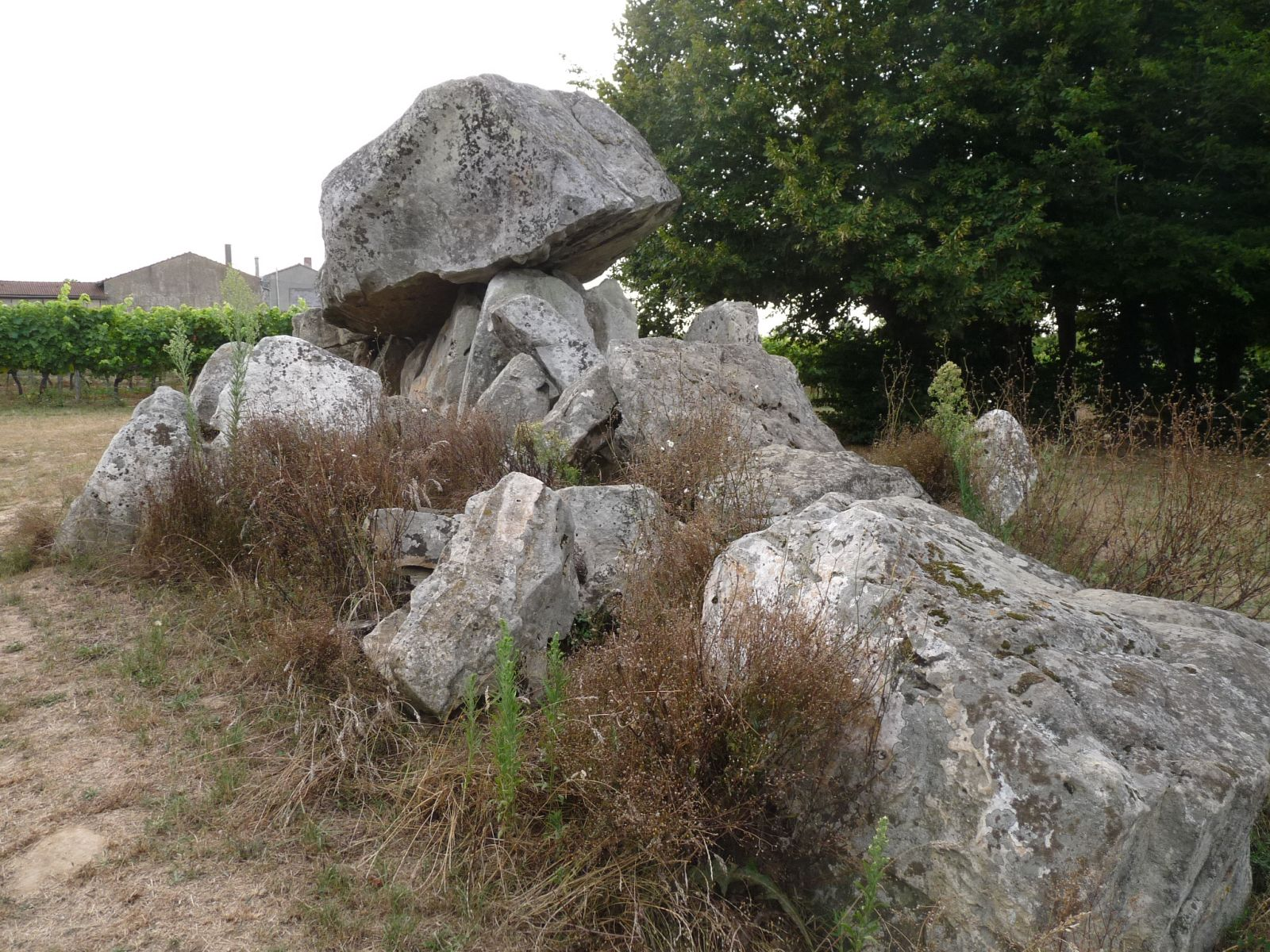
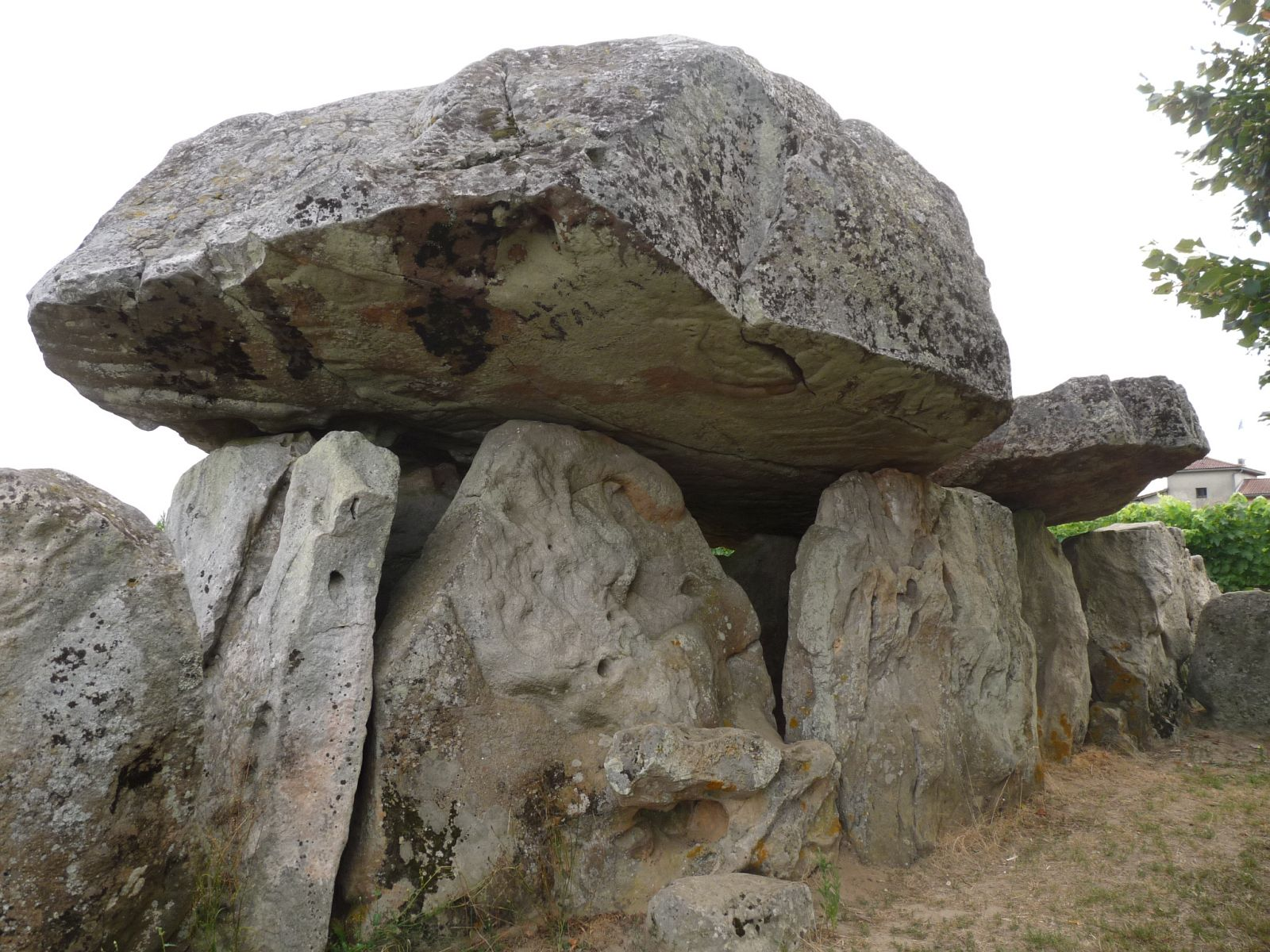

## Weitere etwa gleichnamige Dolmen
Weitere Dolmen oder Allées couvertes etwa gleichen Namens sind die Allée couverte de la Pierre-Folle bei Commequiers südwestlich von Nantes, der Dolmen la Pierre-Folle bei Saint-Priest-la-Feuille (Creuse), der Dolmen des Pierres Folles du Plessis bei Le Bernard im Département Vendée und der Dolmen de la Pierre Folle bei Bournand (Maine-et-Loire).